# Лауреана ди Борело
Лауреа̀на ди Борѐло (на италиански: Laureana di Borrello, на местен диалект Loriàna, Лориана) е градче и община в Южна Италия, провинция Реджо Калабрия, регион Калабрия. Разположено е на 273 m надморска височина. Населението на общината е 5243 души (към 2012 г.).